# Tarenna laticorymbosa
Tarenna laticorymbosa är en måreväxtart som beskrevs av Woon Young Chun, Foon Chew How och Wei Chiu Chen. Tarenna laticorymbosa ingår i släktet Tarenna och familjen måreväxter. Inga underarter finns listade i Catalogue of Life.